# Iceland Airwaves

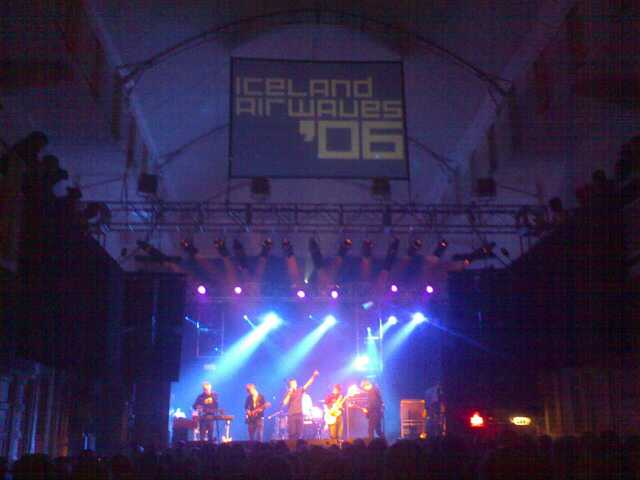
Die Band Jakobínarína im Jahre 2006 auf dem Iceland Airwaves

Das Iceland Airwaves ist ein seit 1999 jährlich – unterbrochen 2020 und 2021 durch die COVID-19-Pandemie – in Reykjavík stattfindendes Musikfestival.

## Geschichte
Das Festival fand erstmals 1999 als einmalige Veranstaltung in einem Hangar am Flughafen Reykjavík statt. Durch den unerwartet großen Erfolg wurde es in den Folgejahren jeweils am dritten Wochenende im Oktober wiederholt und wurde schnell zu einer zunächst fünftägigen, später viertägigen Veranstaltung, die immer von Mittwoch bis Samstag bzw. Sonntag und in verschiedenen Clubs und Bars stattfand.
Im Jahr 2007 fand das Iceland Airwaves an acht Orten statt und war mit 4150 Besuchern erstmals im Vorverkauf ausverkauft.
Seit 2014 findet das Festival am zweiten Wochenende im November statt.
Iceland Airwaves wurde bis 2017 von der Agentur Mr. Destiny in Zusammenarbeit mit der Stadt von Reykjavík und Icelandair veranstaltet.
Ab dem Jahr 2018 wird das Festival von der Konzertagentur Sena Live veranstaltet. Hauptsponsor ist weiterhin Icelandair.
Im Jahr 2018 waren 50 % der auftretenden Künstler weiblich. Das Festival gehört damit zu einem der ersten Festivals, welches Gender Equality im Line-Up enthält. Die Besucher konnten an mehr als 20 verschiedenen Orten über 200 Künstler aus 30 verschiedenen Ländern ansehen. Zu den Lokationen gehörten u. a. ein Kino, die Fríkirkja, ein Schwimmbad und eine Filiale der Landsbanki.
Das Hauptanliegen des Festivals ist das Vorstellen von neuen Bands, sowohl isländischen wie auch ausländischen. Einige Bands schafften anschließend den internationalen Durchbruch, so dass jährlich viele Vertreter der Musikindustrie nach Reykjavík fahren, um neue Talente zu entdecken. Der Veranstalter schätzt, dass 2006 von den ca. 2000 angereisten Besuchern über 1000 aus der Musikindustrie waren. Unter den Besuchern finden sich auch Redakteure fast aller wichtigen Musikzeitschriften, die das Festival jährlich loben.
2020 und 2021 wurde das Festival aufgrund der COVID-19-Pandemie nicht durchgeführt. 2022 fand es nach der zweijährigen Unterbrechung wieder statt. 2023 findet das Event vom 2. bis 5. November unter Beteiligung von über 100 verschiedenen Einzelkünstlern und Bands statt.

## Line-Up
Zu den schon aufgetretenen Bands zählen !!!, Bloc Party, of Montreal, The Magic Numbers, Kaiser Chiefs, Klaxons, We Are Scientists, Wolf Parade, Dälek, Fjallabræður, The Zutons, Juliette and the Licks, Junior Senior, Ratatat, The (International) Noise Conspiracy, José González, Zoot Woman, Clap Your Hands Say Yeah, Architecture in Helsinki, Au Revoir Simone, Keane, The Shins, The Bravery, Hot Chip, The Kills, TV on the Radio, Matthew Herbert, The Album Leaf, Gus Gus, The Rapture, Fatboy Slim, The Hives, Sparta, Go A, Squid, Bombay Bicycle Club, Ásgeir Trausti, Daði Freyr, Yard Act, Chicks on Speed, Sigur Rós, Suede, Flaming Lips, Thievery Corporation, Múm, Roger Waters, Of Monsters and Men, Dikta, Kraftwerk, FM Belfast, Yo La Tengo, Jon Hopkins, Mammút, Sólstafir, PJ Harvey, Retro Stefson und Gavin Portland.